# 栃木県道10号宇都宮那須烏山線
栃木県道10号宇都宮那須烏山線（とちぎけんどう10ごう うつのみやなすからすやません）は、栃木県宇都宮市と栃木県那須烏山市を結ぶ県道（主要地方道）である。

## 概要
宇都宮市市街地から北東に向かい、塩谷郡高根沢町を経由し那須烏山市へ向かう路線である。
起点の池上町交差点は東武宇都宮駅の近くにあり、栃木県道路元標が設置されている宇都宮市の道路交通の要衝である。池上町交差点から東に向かって大通り一丁目交差点までの区間は宇都宮市街の中心を東西に通過している。県道宇都宮笠間線と県道宇都宮停車場線を含め大通りの一般名称を持つ。この区間は現在は宇都宮バイパスとして宇都宮市街地を迂回する国道4号の旧道区間である。
大通り一丁目交差点からは「東通り」「宇商通り」を北上して大曽二丁目交差点を東に折れる。「競輪場通り」を東進して錦踏線橋でJR宇都宮線をオーバークロスした後、今泉新町交差点で奥州街道に入り国道4号と合流する。国道4号が鬼怒川を渡って北に転じると、当路線は分かれて東の丘陵地に入り、高根沢町宝積寺および旧南那須町大金地区を経て那須烏山市の中心である烏山の市街地に至る。宝積寺から烏山まではほぼJR烏山線と並行している。

### 路線データ
- 総延長：25.747 km（旧道区間を除く）[1]
- 実延長：25.724 km（旧道区間を除く）[1]
- 起点：栃木県宇都宮市池上町（池上町交差点＝国道119号交点）
- 終点：栃木県那須烏山市滝田（興野大橋西交差点＝国道294号交点）
- 認定：1962年（昭和37年）8月10日

## 歴史
- 1962年（昭和37年）8月10日 - 主要地方道宇都宮烏山線（うつのみやからすやません）として認定。
- 1993年（平成5年）5月11日 - 建設省から、県道宇都宮烏山線が宇都宮烏山線として主要地方道に指定される[2]。
- 2008年（平成20年）4月1日 - 現在の名前に改称[3]。
- 2010年（平成22年）11月1日 - 宇都宮市内の一部区間で経路変更（市道との相互移管）[4][5]。
- 2012年（平成24年）12月22日 - 那須烏山市高瀬-神長間、高瀬トンネルを含む高瀬工区開通[6]。

## 路線状況

### 別名

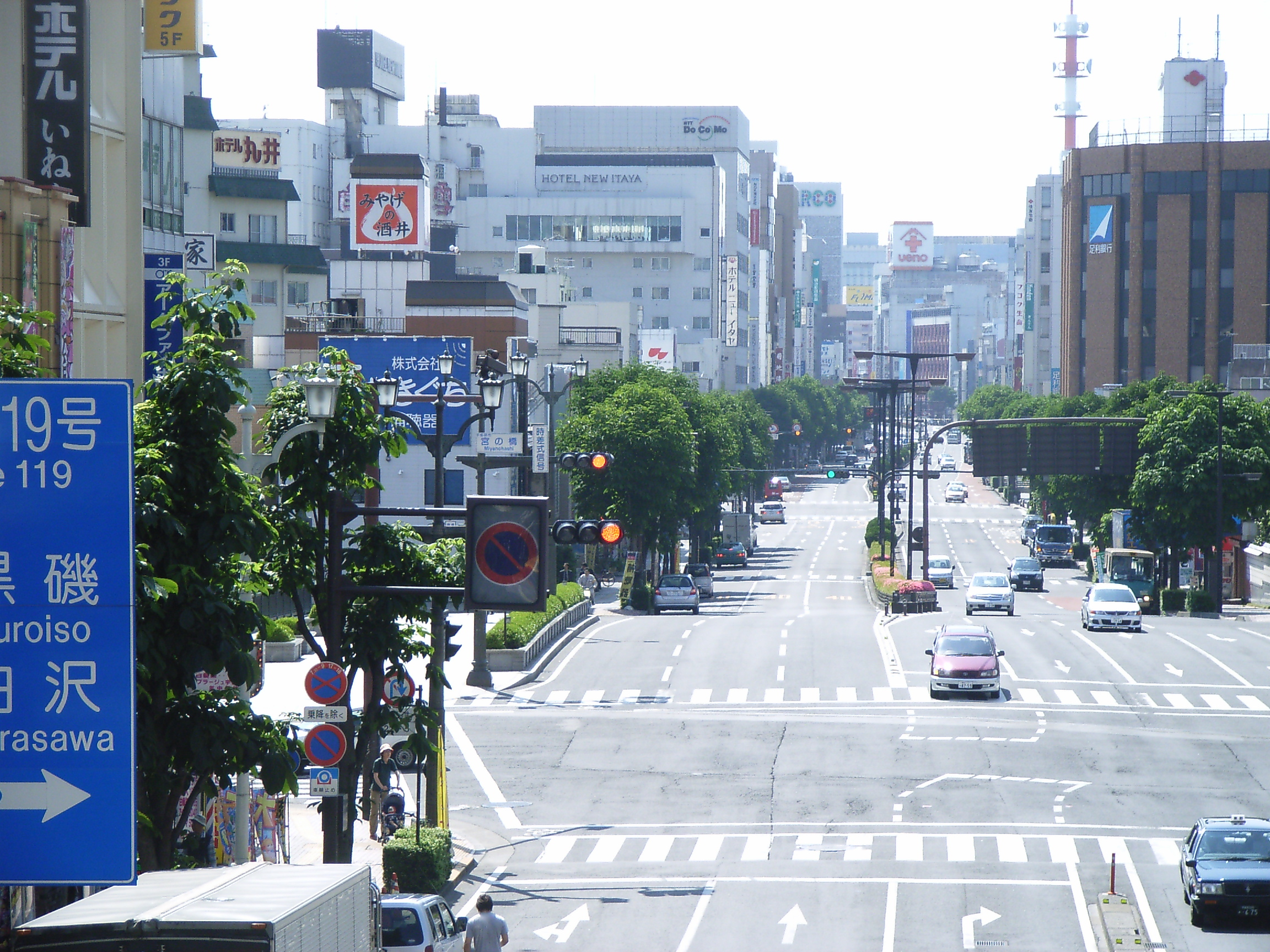
宇都宮駅前から見る大通り（宇都宮市、2005年6月）

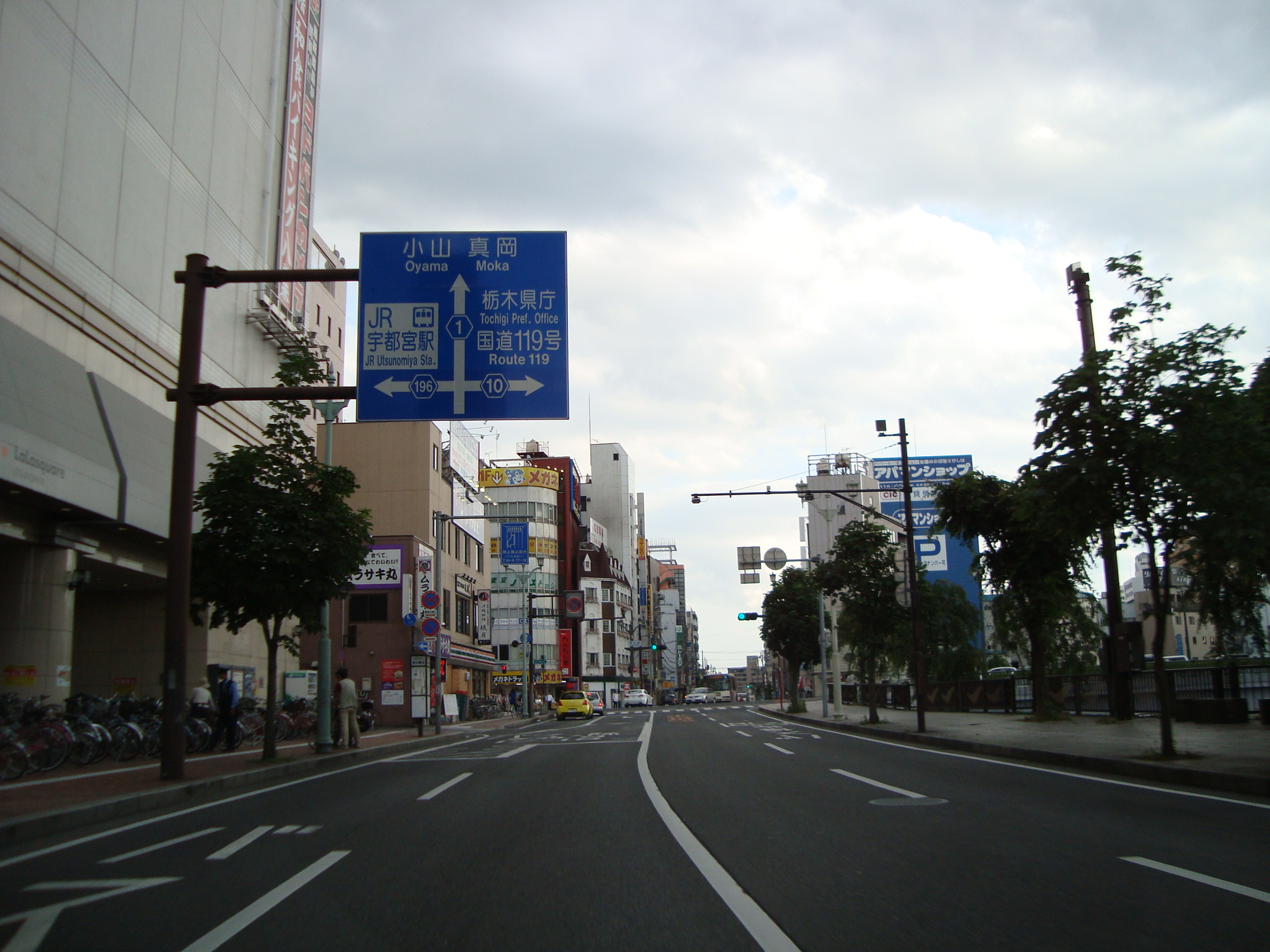
宇都宮市駅前通り付近（宇都宮市、2009年6月）

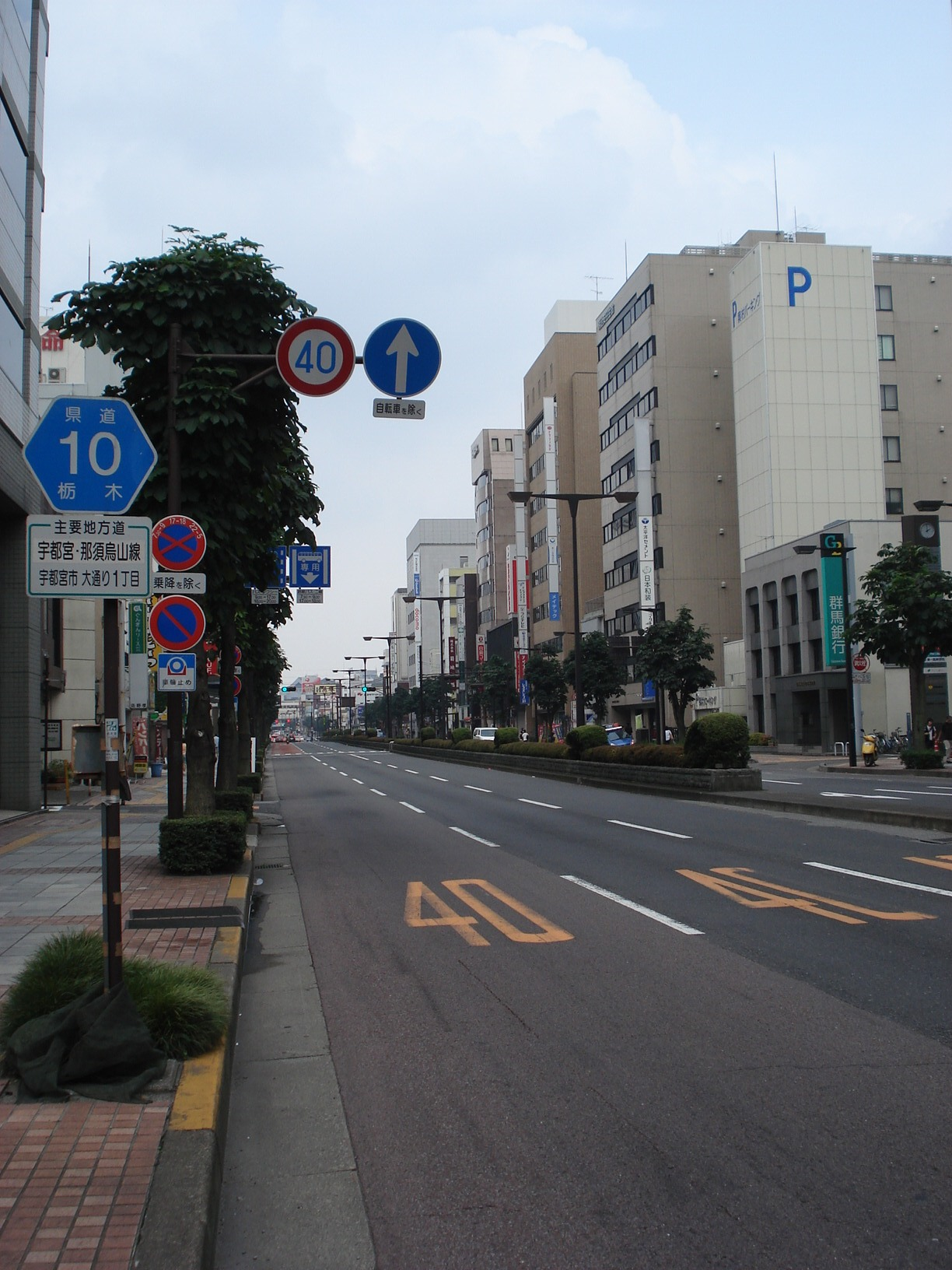
宇都宮市大通り（宇都宮市、2008年7月）

大通り
起点の池上町交差点から大通り1丁目交差点までの区間。
東通り
大通り1丁目交差点から塙田4丁目交差点までの区間。
宇商通り
塙田4丁目交差点から大曽2丁目交差点までの区間。
競輪場通り
大曽2丁目交差点から今泉新町交差点までの区間。
奥州街道（陸羽街道）
宇都宮市から塩谷郡高根沢町まで、国道4号と重複する一部区間。
烏山街道
宇都宮から烏山方面までを結ぶ道路であることから。

### 重複区間
- 栃木県道63号藤原宇都宮線（宇都宮市大通り1丁目交差点 - 宇都宮市大曽交差点）
- 国道4号（宇都宮市御幸町 - 塩谷郡高根沢町大字宝積寺・宝積寺交差点）

### 道路施設
- 大金トンネル（那須烏山市大金）
- 高瀬大橋（荒川、那須烏山市大里 - 高瀬）
- 高瀬トンネル（那須烏山市高瀬 - 神長）
- 神長トンネル（那須烏山市神長 - 中央）

### 交通量
24時間自動車類交通量（台/日）
- 宇都宮市大通り1-3-18：21056
- 宇都宮市大曽1-8-6：15553
- 宇都宮市竹林町1054-2：22992
- 宇都宮市中今泉町1-22-12：22172
- 那須烏山市小倉1175：11240
- 那須烏山市田野倉：13256
- 那須烏山市高瀬273：8972
- 那須烏山市中央3-10-15：5220

## 地理

### 通過する自治体
- 宇都宮市
- 塩谷郡高根沢町
- 那須烏山市

### 交差する道路

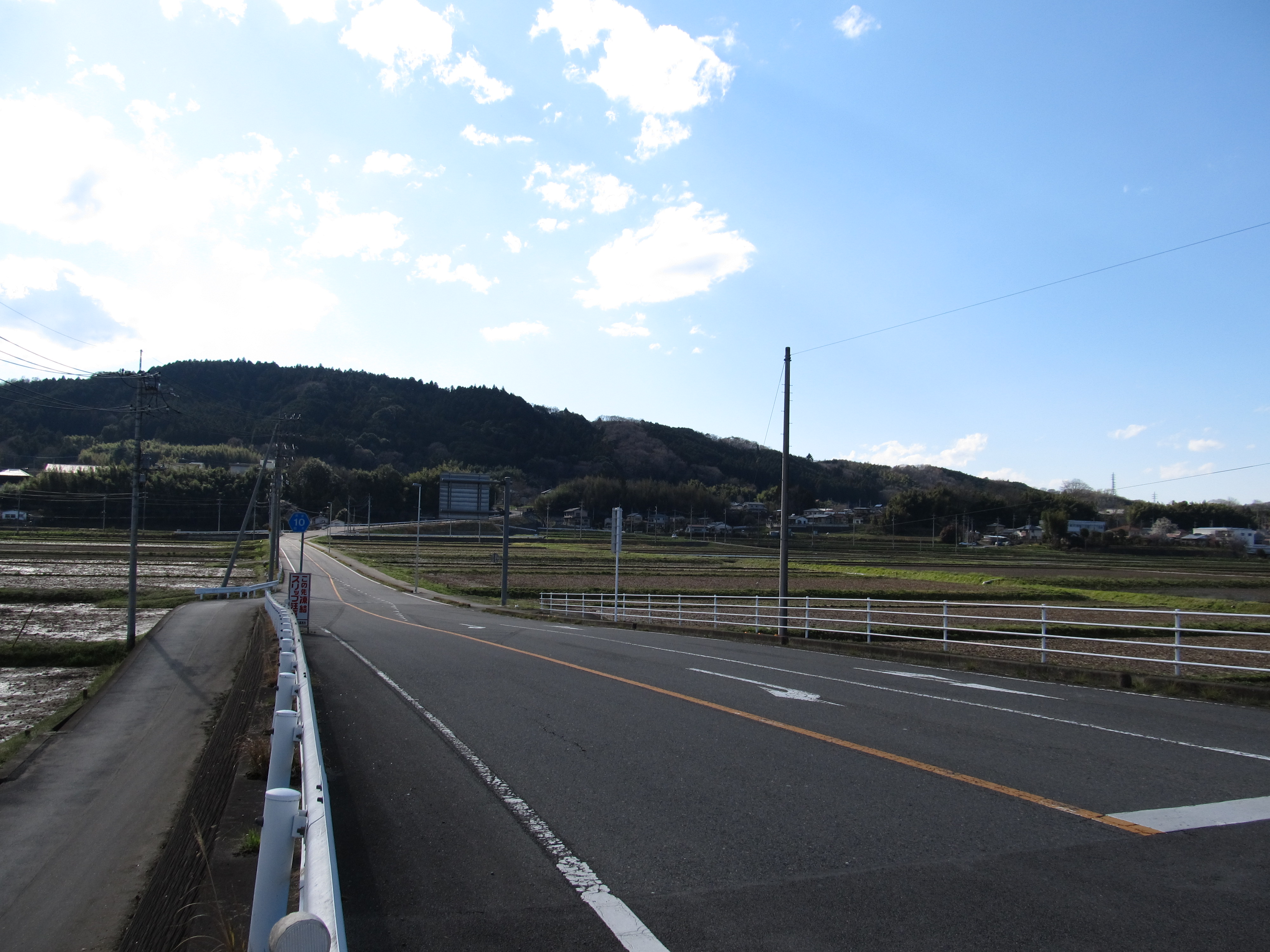
終点（那須烏山市滝田・興野大橋西交差点）から西方向（烏山市街地方面）を見る

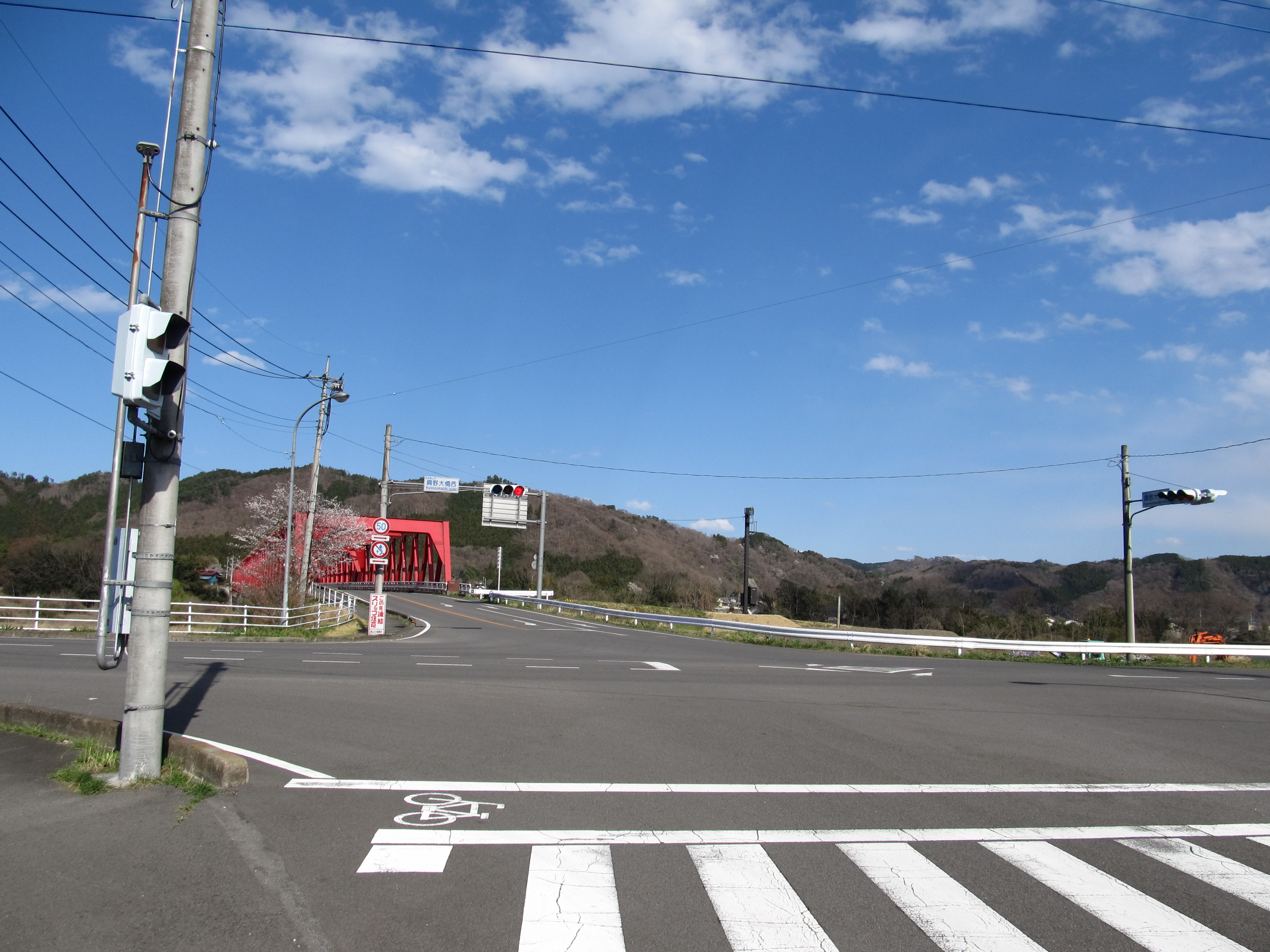
終点・興野大橋西交差点（那須烏山市滝田、国道294号および栃木県道27号との交点）

交差する道路の特記がないものは市道・町道。
| 交差する道路                                                        | 交差する道路                                                             | 交差点名   | 交差点名      |
| ------------------------------------------------------------------- | ------------------------------------------------------------------------ | ---------- | ------------- |
| 国道119号（大通り） 大谷・日光方面                                  |                                                                          |            |               |
| -                                                                   | 国道119号（東京街道）                                                    | 宇都宮市   | 池上町        |
| 栃木県道64号宇都宮向田線（中央通り）                                | （中央通り）                                                             | 宇都宮市   | 本町          |
| -                                                                   | （バンバ通り）                                                           | 宇都宮市   | 馬場通り1丁目 |
| -（屈折）                                                           | 栃木県道1号宇都宮笠間線（大通り） 栃木県道35号宇都宮結城線（今小路通り） | 宇都宮市   | 大通り1丁目   |
| 宇都宮市道886号（餃子通り）                                         | -                                                                        | 宇都宮市   |               |
| 栃木県道64号宇都宮向田線（県庁前通り）                              | 栃木県道64号宇都宮向田線（県庁前通り）                                   | 宇都宮市   | 塙田4丁目     |
| 栃木県道63号藤原宇都宮線（田原街道） 宇都宮市道21号線（競輪場通り） | -（屈折）                                                                | 宇都宮市   | 大曽2丁目     |
| （豊郷田園通り）                                                    |                                                                          | 宇都宮市   |               |
| 栃木県道125号氏家宇都宮線（白沢街道）                               | 栃木県道125号氏家宇都宮線（白沢街道）                                    | 宇都宮市   | 竹林町        |
| -（屈折）                                                           | 宇都宮市道21号（競輪場通り） 宇都宮市道6110号線（奥州街道）              | 宇都宮市   | 今泉新町      |
| -                                                                   | 国道4号（奥州街道・宇都宮バイパス）                                      | 宇都宮市   | 東町          |
| 国道119号宇都宮環状北道路（宇都宮環状道路）                         | 新4号国道（宇都宮環状道路）                                              | 宇都宮市   | 平出工業団地  |
| 栃木県道73号上横倉下岡本線                                          | -                                                                        | 宇都宮市   | 下岡本        |
|                                                                     | 栃木県道158号下岡本上三川線                                              | 宇都宮市   |               |
| 国道4号（奥州街道）                                                 | 国道408号                                                                | 高根沢町   | 宝積寺        |
| -                                                                   | 栃木県道341号宝積寺太田線                                                | 高根沢町   | 情報の森入口  |
|                                                                     | 栃木県道156号石末真岡線                                                  | 高根沢町   | 石末西原      |
| 栃木県道101号宝積寺停車場線                                         |                                                                          | 高根沢町   | 石末          |
| 栃木県道181号上高根沢氏家線                                         | 栃木県道181号上高根沢氏家線                                              | 高根沢町   | 花岡          |
| 栃木県道225号花岡狹間田線                                           |                                                                          | 高根沢町   | 花岡東下      |
| -                                                                   | 栃木県道61号真岡那須烏山線                                               | 那須烏山市 | 福岡          |
| -（屈折）                                                           | 大金バイパス                                                             | 那須烏山市 | 山中入口      |
| 栃木県道233号小川大金停車場線                                       | -                                                                        | 那須烏山市 | 田野倉        |
| -                                                                   | 栃木県道233号小川大金停車場線                                            | 那須烏山市 | 大金駅前      |
| -（屈折）                                                           | 大金バイパス                                                             | 那須烏山市 | 高瀬          |
| 栃木県道25号那須烏山矢板線                                          | -                                                                        | 那須烏山市 | 神長          |
| -（屈折）                                                           | 国道294号                                                                | 那須烏山市 | 中央          |
| 国道294号（蛇姫通り）                                               | 国道294号（蛇姫通り）                                                    | 那須烏山市 | 興野大橋西    |
| 栃木県道27号那須黒羽茂木線 馬頭方面                                 |                                                                          |            |               |